# Jan Assmann
Jan Assmann (Langelsheim, 1938. július 7. – Konstanz, 2024. február 19.) német egyiptológus, vallástörténész. Szűkebb szakmai körökön kívül is ismertté tették a társadalmi emlékezettel új szemszögből foglalkozó A kulturális emlékezet (Das kulturelle Gedächtnis) című könyve és vallástörténeti munkái, amelyekben többek között az egyistenhit kialakulását és újszerűségének okait elemzi.

## Életútja
Középfokú iskoláit Lübeckben és Heidelbergben végzi. Münchenben, Heidelbergben, Göttingenben és Párizsban végzi egyetemi tanulmányait, melyek során egyiptológiai, ókori régészeti és ógörög tanulmányokat folytat.
1976 óta a Heidelbergi Egyetem egyiptológia professzora, de vendégprofesszor volt többek között Párizsban a Collège de France-ban, Jeruzsálemben a Héber Egyetemen és az Amerikai Egyesült Államokban a Yale-en.
1967 óta dolgozik Egyiptomban a Thébai nekropoliszban folyó ásatásokon; i. e. 6. századi hivatalnoksírok feltárásán.

## Főbb művei

### Magyarul megjelent művei
Könyvek
- A kulturális emlékezet. Írás, emlékezés és politikai identitás a korai magaskultúrákban (ford. Hidas Zoltán), Atlantisz Könyvkiadó, Budapest, 1999, 2004, 2013, ISBN 9789639777309
- Mózes, az egyiptomi. Egy emléknyom megfejtése; ford Gulyás András; Osiris, Bp., 2003, ISBN 963-389-324-0
- Uralom és üdvösség. Politikai teológia az ókori Egyiptomban, Izraelben és Európában (ford. Hidas Zoltán), Atlantisz Könyvkiadó, Budapest, 2008 (A kútnál sorozat), ISBN 9789639777002
- A varázsfuvola. Opera és misztérium (ford. Tatár Sándor), Atlantisz Könyvkiadó, Budapest, 2012 (Német szellemtudományi könyvtár sorozat), ISBN 9789639777200
- Religio Duplex. Az egyiptomi misztériumok és az európai felvilágosodás (ford. V. Horváth Károly), Atlantisz Könyvkiadó, Budapest, 2013 (A kútnál sorozat), ISBN 9789639777279

Tanulmányok
- Mósze, az ember és az isteni törvény (ford. Tillmann Ármin), Pannonhalmi Szemle 2022/4

### Művei idegen nyelven
- Re und Amun: Die Krise des polytheistischen Weltbilds im Ägypten der 18.-20. Dynastie (Orbis Biblicus et Orientalis 51). Fribourg – Göttingen 1983
- Ägypten: Theologie und Frömmigkeit einer frühen Hochkultur. Stuttgart, 1984, Urban-Bücherei
- Maât: l'Égypte pharaonique et l'idée de justice sociale. Conférences, essais et leçons du Collège de France. Párizs, 1989, Julliard
- Ma`at: Gerechtigkeit und Unsterblichkeit im alten Ägypten. München, 1990
- Stein und Zeit: Mensch und Gesellschaft im Alten Ägypten. München, 1991
- Das kulturelle Gedächtnis: Schrift, Erinnerung und politische Identität in frühen Hochkulturen. München, 1992
- Ägypten: Eine Sinngeschichte. München, 1996
- Moses the Egyptian: The Memory of Egypt in Western Monotheism. Cambridge, 1997, Harvard University Press
- Moses der Ägypter: Entzifferung einer Gedächtnisspur. München, 1998
- Weisheit und Mysterium: Das Bild der Griechen von Ägypten. München, 2000
- Herrschaft und Heil: Politische Theologie in Altägypten, Israel und Europa. München, 2000
- Religion und kulturelles Gedächtnis. München, 2000
- Tod und Jenseits im Alten Ägypten. München, 2001
- Die Mosaische Unterscheidung oder Der Preis des Monotheismus. München, 2003
- Thomas Mann und Ägypten, Mythos und Monotheismus in den Josephsromanen. München, 2006
- Of God and Gods: Egypt, Israel, and the Rise of Monotheism. Madison, 2008, University of Wisconsin Press